# Andrij Czernow (ur. 1976)
Andrij Wołodymyrowycz Czernow, ukr. Андрій Володимирович Чернов (ur. 21 października 1976 w Kirowohradzie) – ukraiński piłkarz, grający na pozycji pomocnika.

## Kariera piłkarska

### Kariera klubowa
W 1993 rozpoczął karierę piłkarską w klubie Zirka-NIBAS Kirowohrad. Na początku 1994 przeszedł do Dnipra Dniepropetrowsk, skąd w 1995 został wypożyczony do zespołów Metałurh Nowomoskowsk. W 1996 bronił barw Kreminia Krzemieńczuk, a w 1997 Krywbasa Krzywy Róg. W 1998 wyjechał do Łotwy, gdzie został piłkarzem Daugavy Ryga. W 2001 przeniósł się do Skonto Ryga, a potem do Dinaburg FC. Latem 2002 powrócił do Ukrainy, gdzie do końca roku występował w klubie Wuhłyk Dymytrow. Potem grał w rosyjskiej drużynie Lisma-Mordowija Sarańsk. Wiosną 2004 ponownie wrócił do Ukrainy, gdzie po występach w Nywie Winnica wyjechał do Białorusi grając w Biełszynie Bobrujsk i Dynamie Brześć. Na początku 2007 wrócił do Ukrainy, gdzie najpierw występował w amatorskim zespole Horyzont Dniepropetrowsk, a potem w Hirnyku Krzywy Róg.

## Sukcesy i odznaczenia

### Sukcesy klubowe
- mistrz Łotwy: 2001